# Gasoline Alley
《Gasoline Alley》는 1970년 6월 12일에 발매된 영국의 싱어송라이터 로드 스튜어트의 두 번째 솔로 스튜디오 음반이다. 원래는 버티고 레코드에 의해 영국에서 발매되었지만, 2008년에 러시아 재발매 레이블인 릴리스 레코드에 의해 재발행되었다. 그것은 스튜어트 자신의 작품과 결합된 커버 모음집이다. 이 시기의 많은 스튜어트의 솔로 음반들과 마찬가지로, 이 음반은 그의 밴드 페이시스의 다른 멤버들로부터 상당한 음악적 기여를 받았다.

## 평가
| 전문가 평가                   | 전문가 평가  |
| 평가 점수                     | 평가 점수    |
| 출처                          | 점수         |
| ----------------------------- | ------------ |
| AllMusic                      | [ 2 ]        |
| Christgau's Record Guide      | A–           |
| Rolling Stone                 | (favourable) |
| The Rolling Stone Album Guide | [ 5 ]        |
| The Village Voice             | B+           |

《롤링 스톤》의 랭든 위너는 스튜어트가 "사람의 존재에서 미묘한 순간에 대한 드문 감수성"을 가졌고, 스튜어트의 두 번째 솔로 음반인 이 음반은 "매우 훌륭한 아티스트의 작품"이라고 느낄 정도로 호평을 받았다.

## 곡 목록
| #  | 제목                                            | 작사·작곡                     | 재생 시간 |
| -- | ----------------------------------------------- | ----------------------------- | --------- |
| 1. | 〈Gasoline Alley〉                              | 로드 스튜어트, 로니 우드      | 4:02      |
| 2. | 〈It's All Over Now〉                           | 바비 워맥, 셜리 진 워맥       | 6:22      |
| 3. | 〈Only a Hobo〉                                 | 밥 딜런                       | 4:13      |
| 4. | 〈My Way of Giving〉                            | 로니 레인, 스티브 메리어트    | 3:55      |
| 5. | 〈Country Comfort〉                             | 엘튼 존, 버니 토핀            | 4:42      |
| 6. | 〈Cut Across Shorty〉                           | 웨인 P. 워커, 매리언 윌킨     | 6:28      |
| 7. | 〈Lady Day〉                                    | 스튜어트                      | 3:57      |
| 8. | 〈Jo's Lament〉                                 | 스튜어트                      | 3:24      |
| 9. | 〈You're My Girl (I Don't Want to Discuss It)〉 | 딕 쿠퍼, 베스 비티, 어니 셸비 | 4:27      |